# Daeheungsa
Daeheungsa (Đại Hưng tự) đôi khi còn được gọi là Daedunsa là một trong những chính tự của Tào Khê tông của Phật giáo Hàn Quốc. Nó nằm trên sườn núi Duryunsan (Đầu Luân sơn) thuộc trấn Samsan, huyện Haenam, tỉnh Jeolla Nam, gần điểm cực nam trên đất liền của Hàn Quốc.

## Hình ảnh

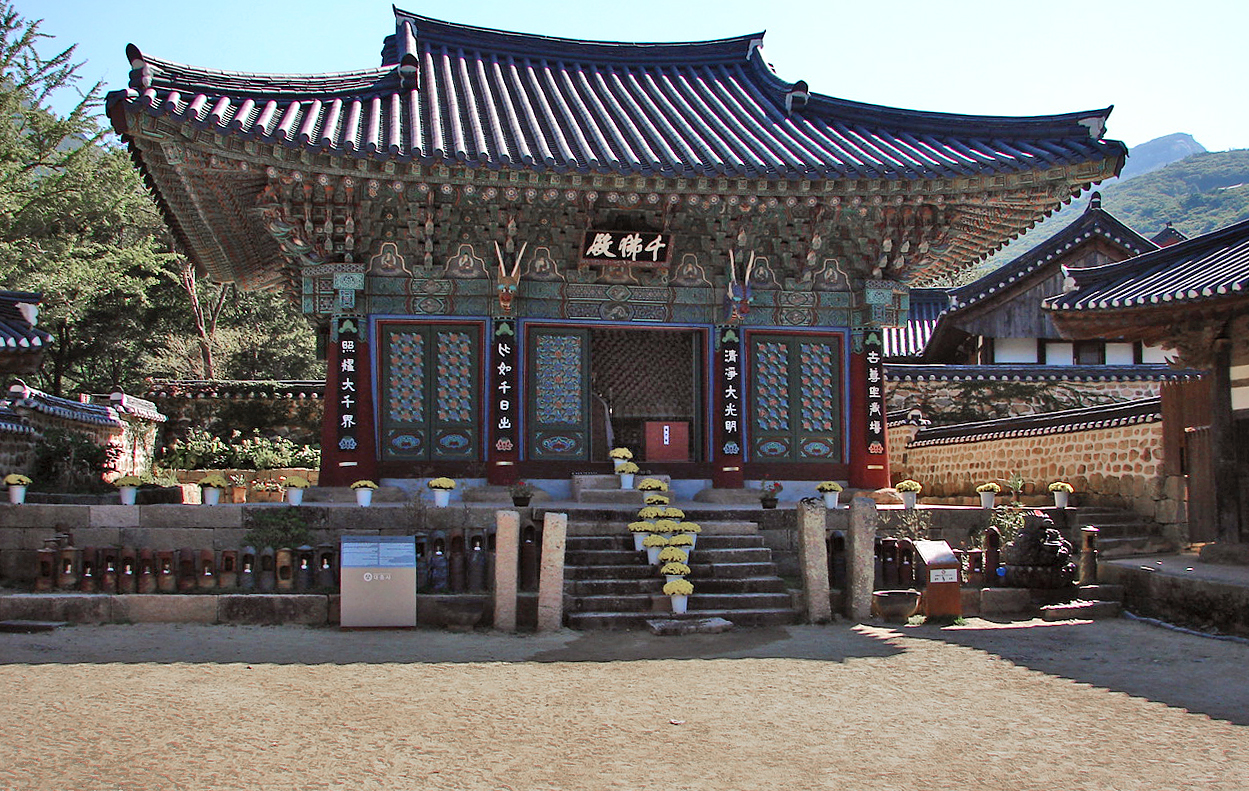
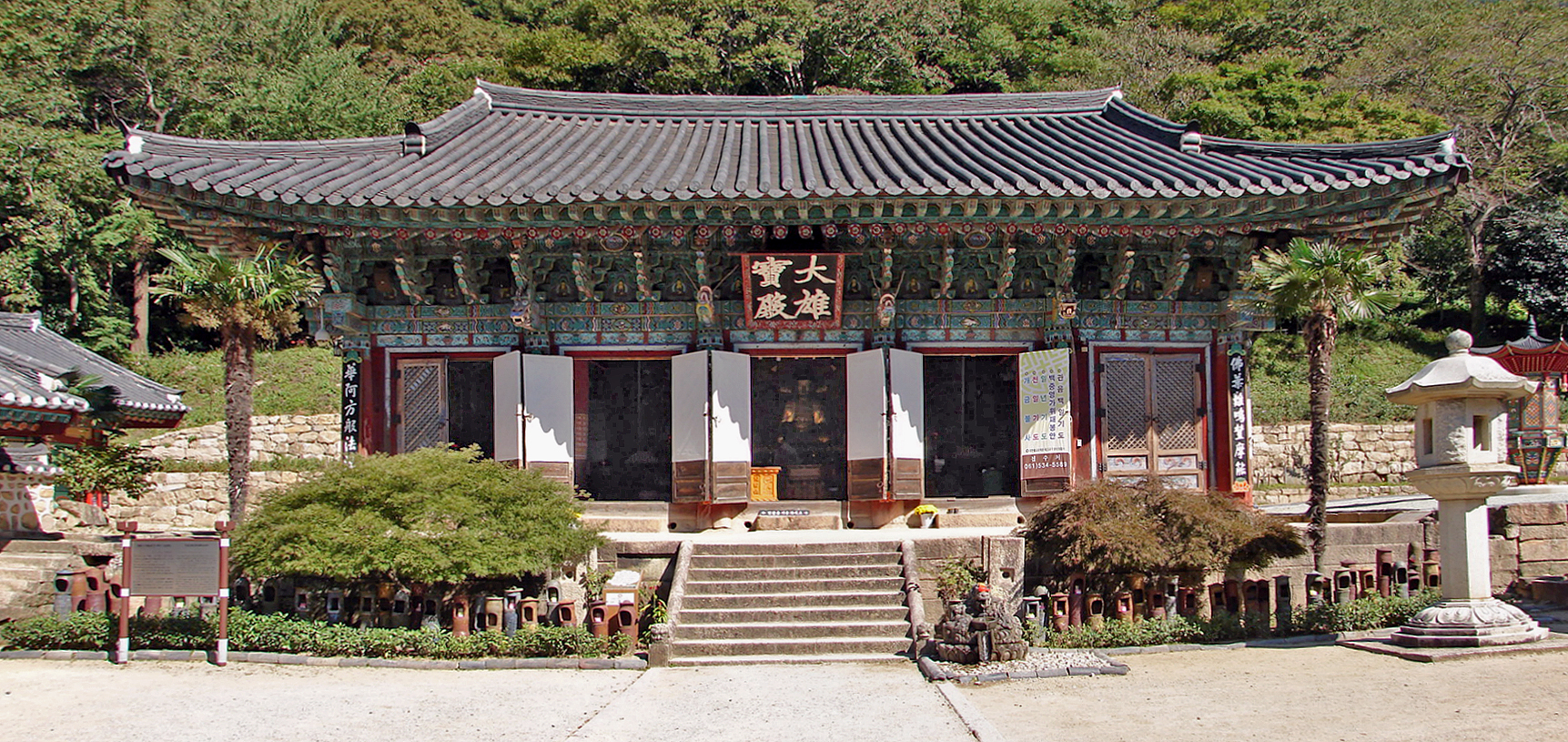
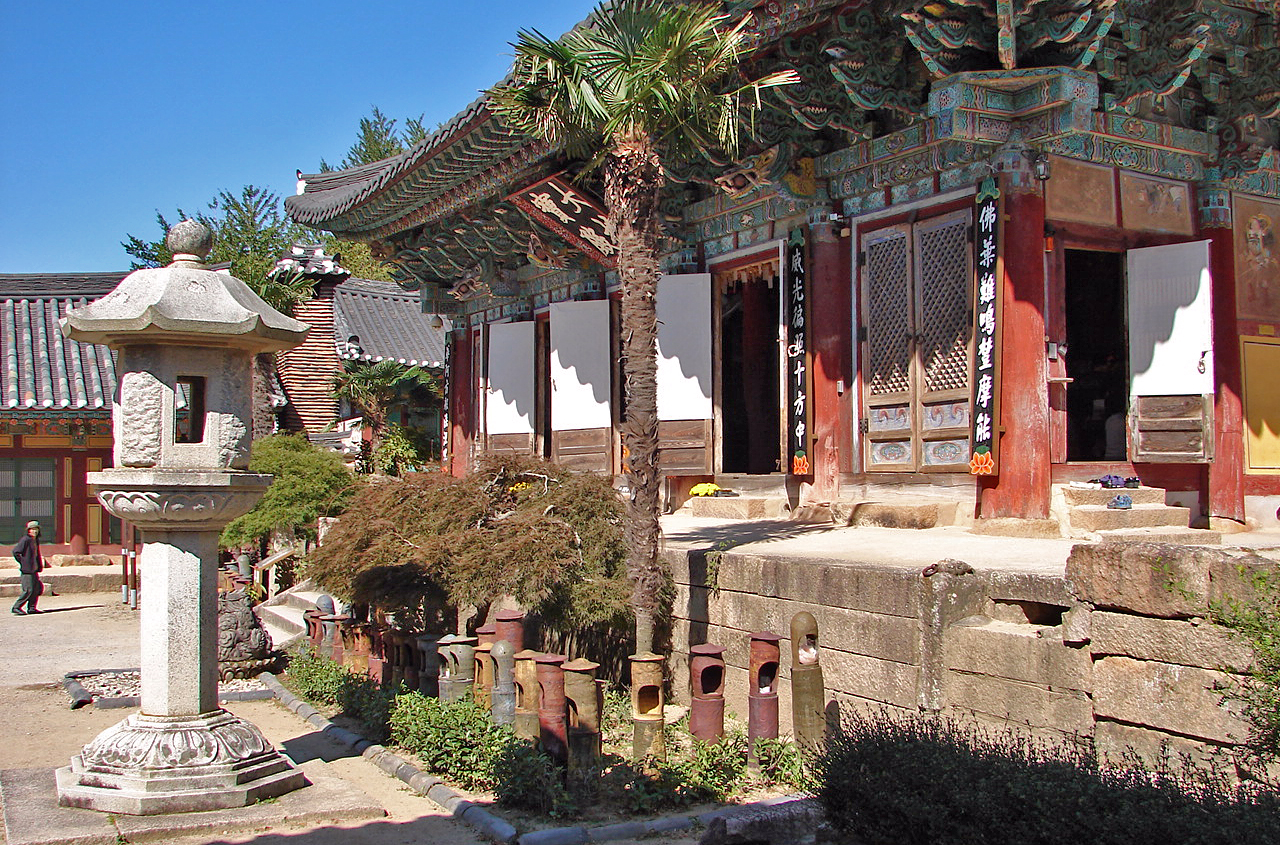
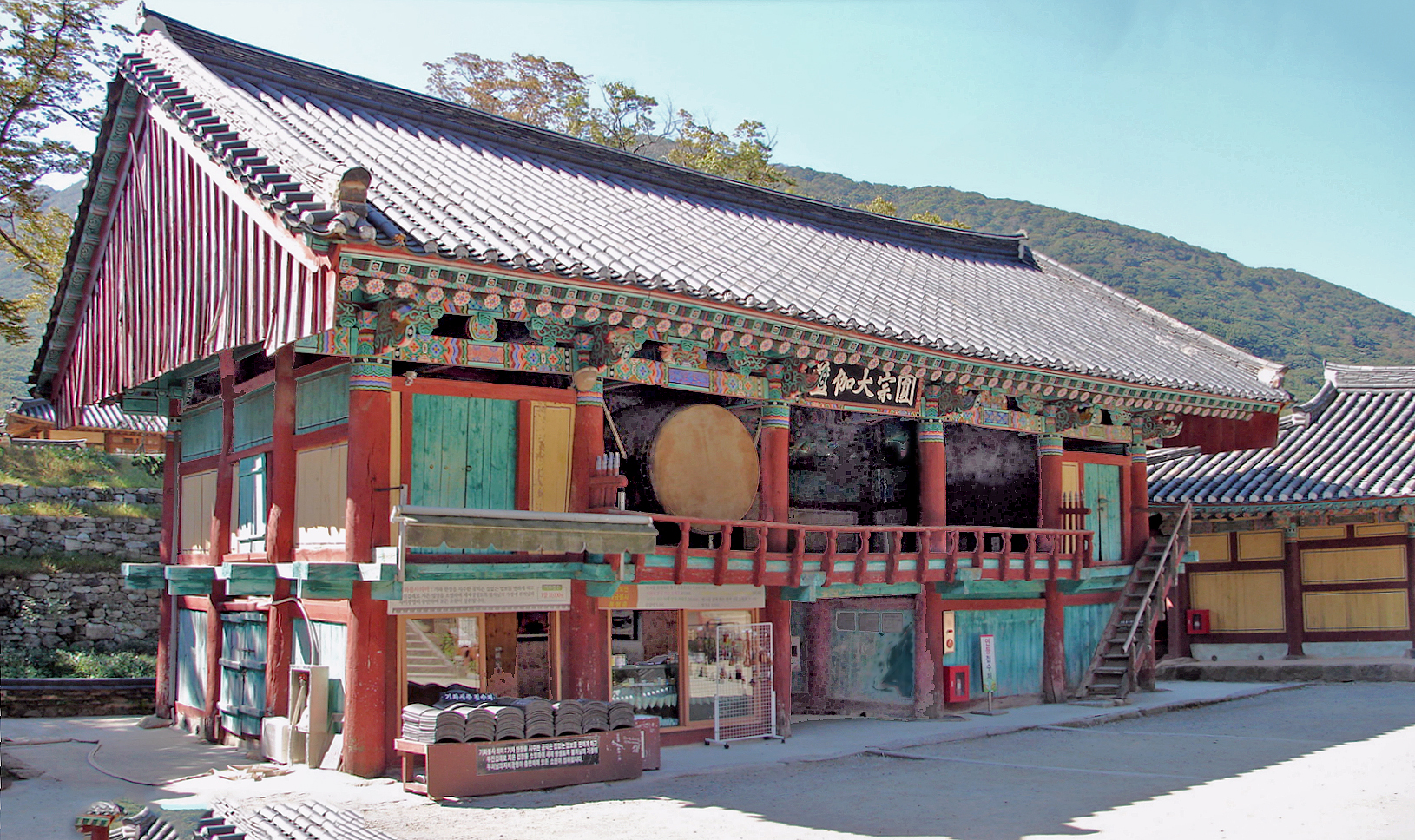
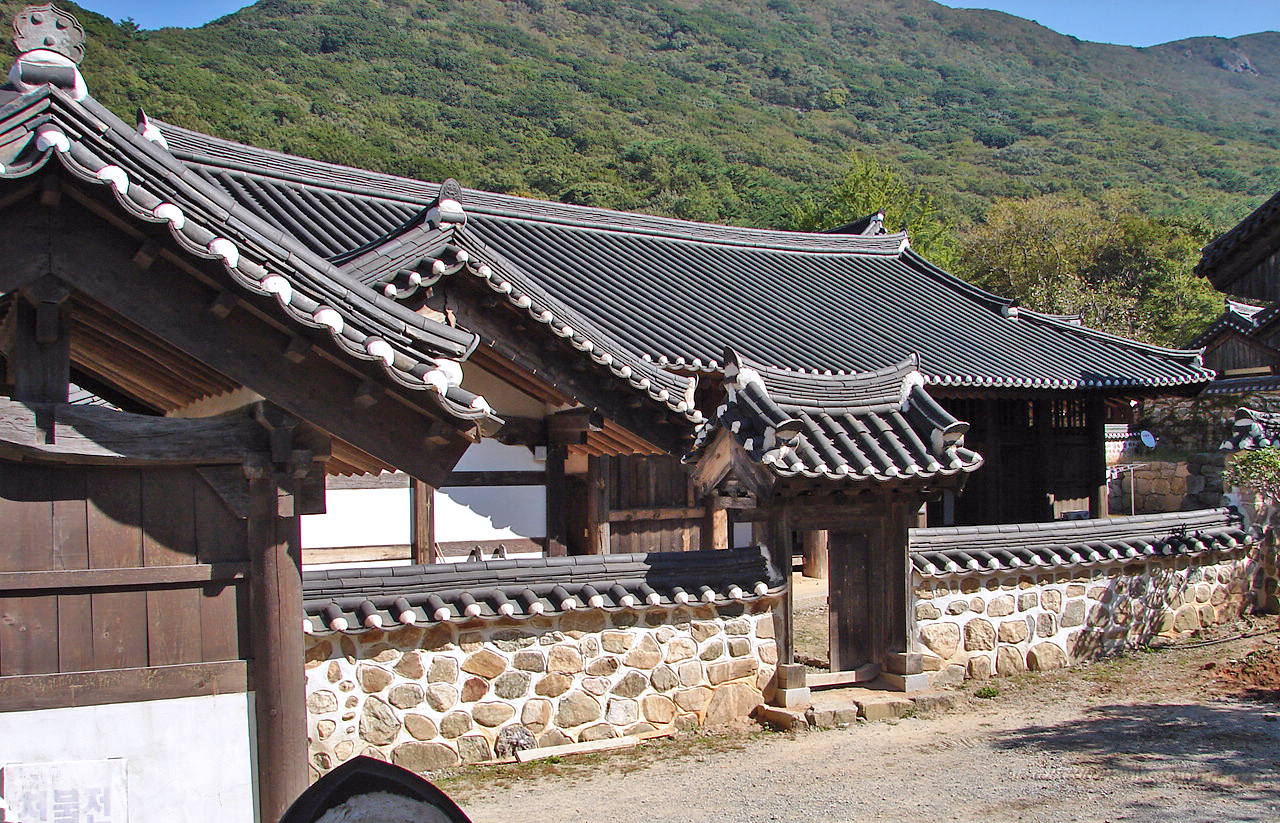
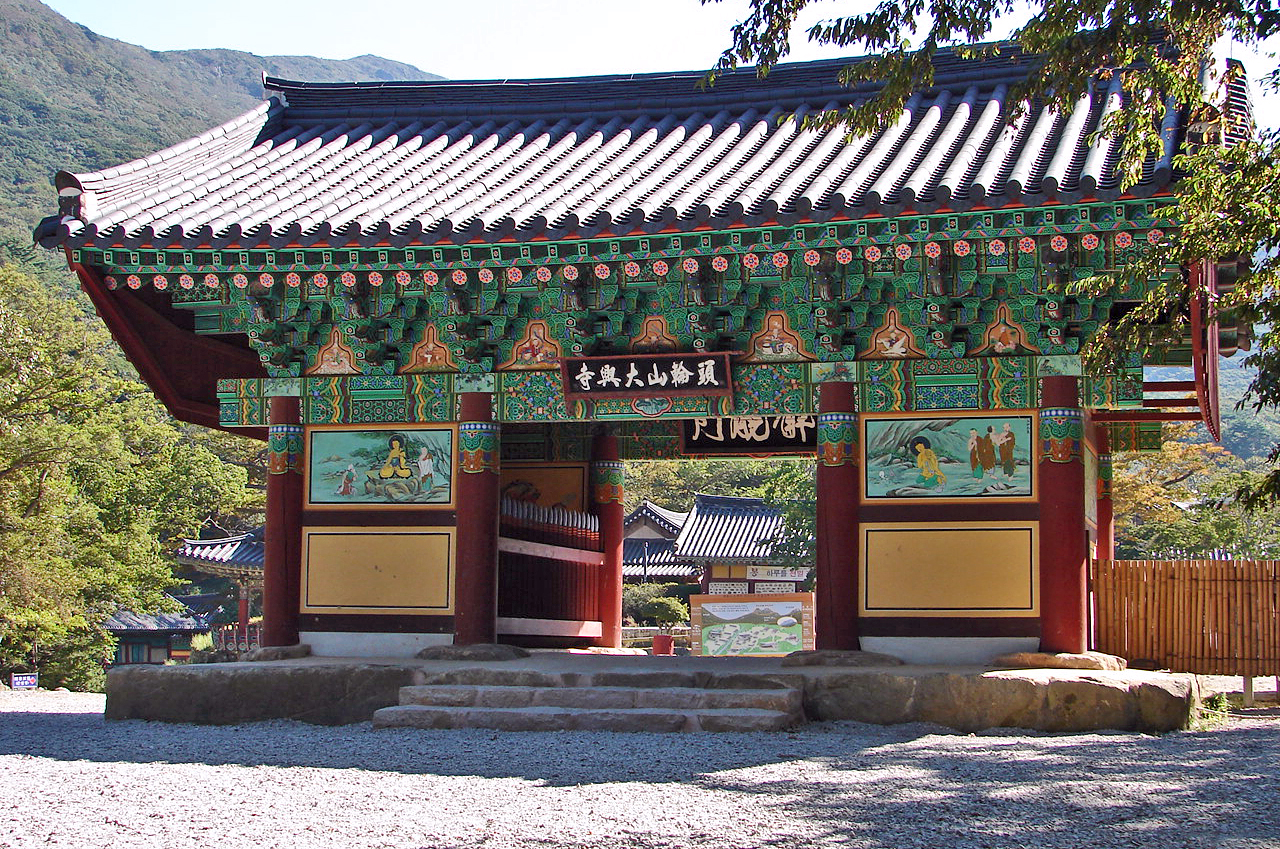
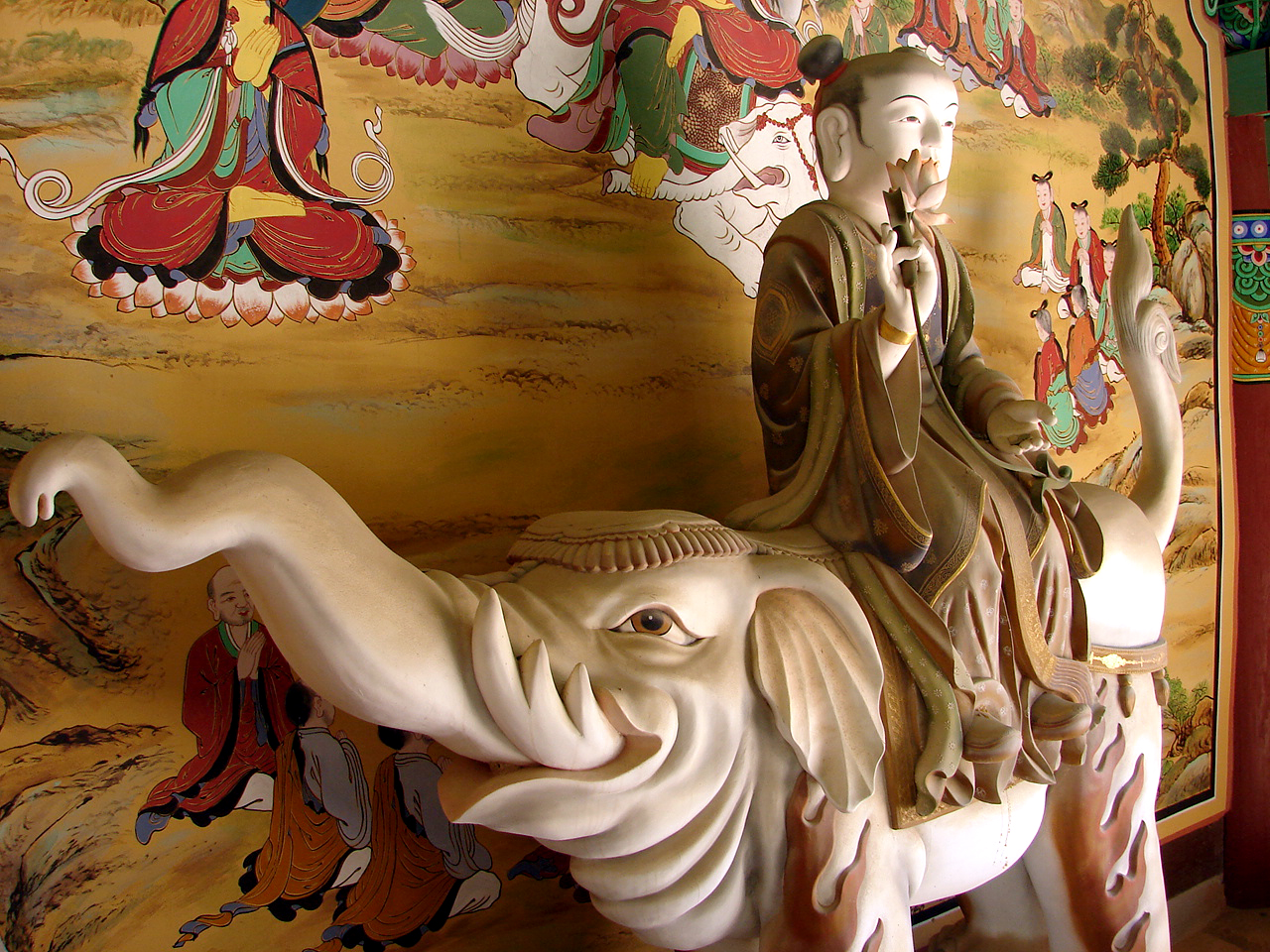
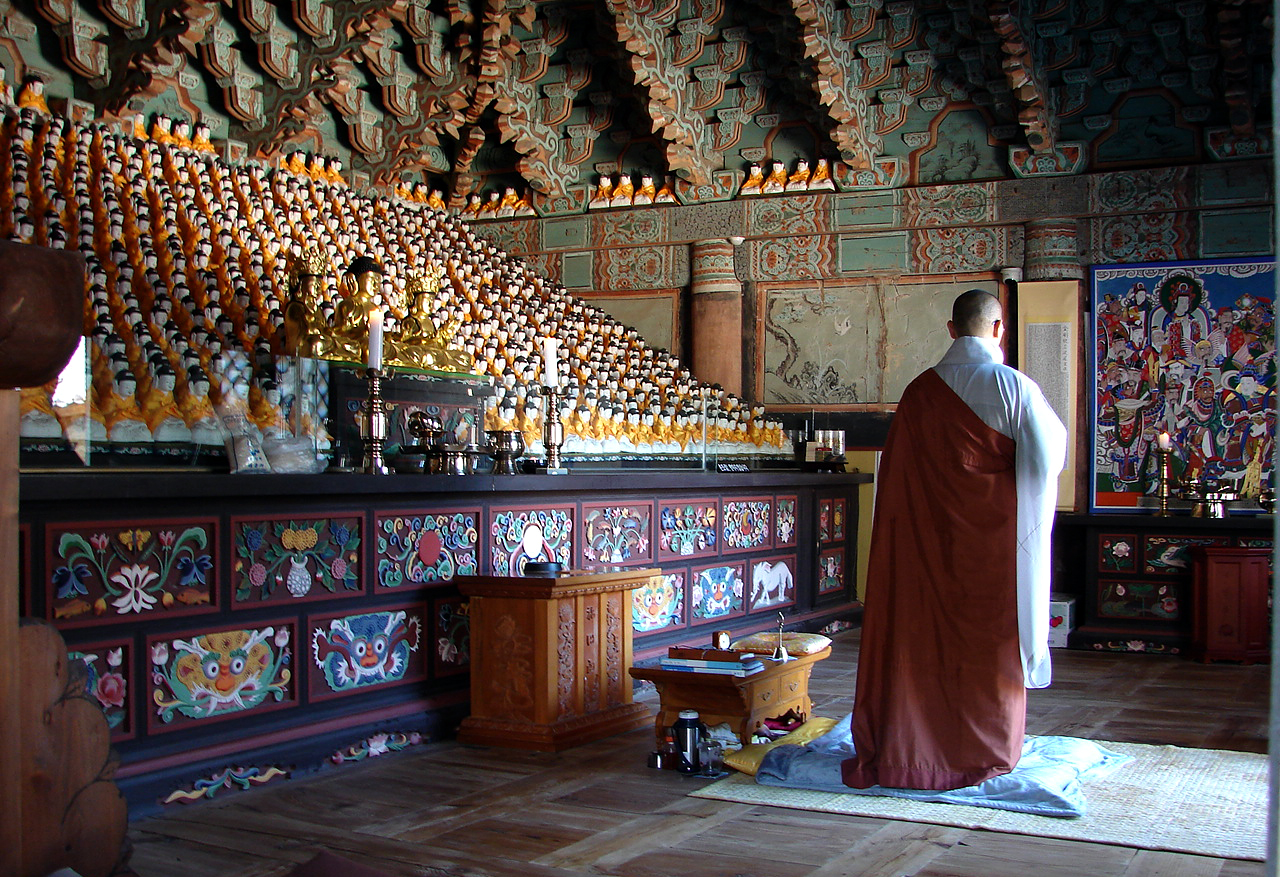